# هرمان بارتلس
هرمان بارتلس (بالألمانية: Hermann Bartels)‏ هو مهندس معماري ألماني، ولد في 14 أبريل 1900 في مندن في ألمانيا، وتوفي في 13 يناير 1989 في إسن في ألمانيا.